# Joseph Gnonlonfoun
Joseph Gnonlonfoun, né en 1943 à Porto-Novo au Dahomey, est un magistrat et homme politique béninois.

## Biographie

### Jeunesse et études
Joseph Gnonlonfoun est né en 1943 à Porto-Novo au Dahomey. Orphelin de mère très jeune, il est élevé par l'un de ses oncles. À la fin de ses études primaires, il entre au séminaire dans le but de devenir prêtre. En 1962, il obtient son baccalauréat à Ouidah et c'est par mimétisme, en discutant avec ses amis qu'il décide de devenir juge. La même année, il est admis à l'université de Dakar où il effectue quatre années de droit  puis étudie pendant deux ans au Centre national d'études judiciaires à Bordeaux.

### Carrière professionnelle
Une fois ses études terminées, il est rentre au Dahomey où il intègre le corps de la magistrature le 15 juillet 1968. Il est nommé juge au tribunal de première instance de Cotonou le 4 juin 1970 et devient conseiller à la Cour d'appel de Cotonou le 13 décembre 1972.
Joseph Gnonlonfoun est apprécié pour son expertise et officie dans différents ministères. Le 17 août 1973, il est placé en position de détachement pour servir au cabinet du ministère de la Fonction publique et du Travail, puis sert au cabinet du ministre de l'Information et du Tourisme à partir du 28 juin 1974.
Il est devient, le 16 mai 1975, vice-président du tribunal de première instance de Cotonou.
Le 26 janvier 1976, il obtient la direction du département no 2 (Europe occidentale et Amérique du Nord) au ministère des Affaires étrangères et de la Coopération. Ce département est chargé de toutes les questions relatives à la coopération économique, commerciale et culturelle entre les pays d'Europe occidentale, d'Amérique du Nord et du Dahomey ainsi que leurs problèmes politiques.
Il est nommé, le 16 octobre 1978, représentant de la République populaire du Bénin à la commission des droits de l'homme des Nations unies puis cumulativement à cette fonction, le 11 décembre 1978, il devient directeur adjoint du ministère du Plan, de la Statistique et de la Coopération technique jusqu'au 28 avril 1981. Il est remis à cette date à la disposition du ministère de la Justice populaire qui le nomme le 1er novembre 1983, directeur de la législation et de la codification.
Entre temps, le 19 décembre 1979, représentant le ministre du Plan, de la Statistique et de la Coopération technique, il intègre le conseil d'administration de la société nationale de transport aérien Air Bénin, première compagnie aérienne nationale créée en août 1978,.
Il prend sa retraite de magistrat le 1er octobre 1998 à l'âge de 55 ans.

### Carrière politique
Joseph Gnonlonfoun est encore magistrat lorsqu'il entre en politique. Mis à la disposition du ministre de la Justice et de la Législation et directeur de cabinet de ce dernier, il est élu député lors des élections législatives du 17 février 1991. À partir du 29 avril 1991 et pour une durée de quatre ans, il est détaché à l'Assemblée nationale et se consacre pleinement à son rôle d'élu.
Le président de la République Mathieu Kérékou le nomme garde des Sceaux, ministre de la Justice, de la Législation et des Droits de l'homme le 15 mai 1998.
Il participe aux élections législatives de 1999 et est élu député le 30 mars. Le 19 mai suivant, en compagnie d'autres ministres élus à l'Assemblée nationale, il remet sa démission de ministre. Mais il retrouve rapidement sa fonction puisqu'il réintègre le gouvernement lors du remaniement ministériel du 22 juin 1999. Il est remplacé par Dorothé Sossa le 12 juin 2003.

### Retraite
Joseph Gnonlonfoun est retraité de la fonction publique et sa mission au sein du gouvernement est terminée mais son expérience et ses compétences continuent d'être mises à profit. Il est ainsi sollicité par Mathieu Kérékou, le 23 juin 2004, pour être membre de la Haute autorité de l'audiovisuel et de la communication.
Le 31 décembre 2009, il est invité à intégrer une commission chargée d'étudier la coopération et les perspectives de la France avec ses anciens territoires africains de l'espace francophone.
Le 24 janvier 2011, il est président de la Commission électorale nationale autonome,. Nommé par Thomas Boni Yayi en personne, Joseph Gnonlonfoun est ensuite suspecté par l'opposition d'avoir organisé la victoire de ce dernier à l'élection présidentielle de 2011.
Le 25 juillet 2011, il rejoint une commission, placée sous l'égide du ministre de la Justice, chargée de l'élaboration des avant-projets de lois dans le cadre des réformes politiques et institutionnelles.
Succédant à Albert Tévoédjrè, il devient, le 7 octobre 2013, le deuxième médiateur de la République, autorité administrative indépendante gérant les doléances de la population béninoise envers l'administration publique. Il est remplacé le 12 mai 2021 par Pascal Essou,.

## Distinctions et décorations
- Commandeur de l'ordre national du Bénin (2000)[32]
- Grand officier de l'ordre national du Bénin (2001)[33]
- Grand-croix de l'ordre national du Bénin (2009)[34]